# Liste der Präsidenten der Dominikanischen Republik
Liste der Präsidenten der Dominikanischen Republik
| Name                               | Personendaten  | Amtszeit                               |
| ---------------------------------- | -------------- | -------------------------------------- |
| Tomás Bobadilla*                   | 1785–1871      | 1. März 1844 – 9. Juni 1844            |
| Francisco del Rosario Sánchez*     | 1817–1861      | 9. Juni 1844 – 16. Juli 1844           |
| Pedro Santana*                     | 1801–1863      | 16. Juli 1844 – 13. November 1844      |
| Pedro Santana                      | 1801–1863s. o. | 13. November 1844 – 4. August 1848     |
| Manuel Jiménez                     | 1808–1854      | 4. September 1848 – 29. Mai 1849       |
| Pedro Santana                      | s. o.          | 30. Mai 1849 – 23. September 1849      |
| Buenaventura Báez Méndez           | 1810–1884      | 24. September 1849 – 15. Februar 1853  |
| Pedro Santana                      | s. o.          | 15. Februar 1853 – Juni 1856           |
| Manuel de Regla Motta              | 1795–1864      | Juni 1856 – 6. Oktober 1856            |
| Buenaventura Báez Méndez           | s. o.          | 6. Oktober 1856 – 12. Juni 1858        |
| José Desiderio Valverde            | um 1822–1903   | 12. Juni 1858 – 28. Juli 1858          |
| Pedro Santana                      | s. o.          | 28. Juli 1858 – Mai 1861               |
| Antonio Pimentel                   | 1830–1874      | 1. Mai 1865 – 14. November 1865        |
| Buenaventura Báez Méndez           | s. o.          | 14. November 1865 – 29. Juni 1866      |
| José María Cabral (Gegenpräsident) |                | 1865 – Mai 1868                        |
| Buenaventura Báez Méndez           | s. o.          | Mai 1868 – 31. Dezember 1873           |
| Ignacio María González             | 1840–1915      | 27. Februar 1874 – 23. Februar 1876    |
| Ulises Francisco Espaillat         | 1823–1878      | 29. Juni 1876 – November 1876          |
| Ignacio María González             | s. o.          | 11. November 1876 – 9. Dezember 1876   |
| Buenaventura Báez Méndez           | s. o.          | 26. Dezember 1876 – 24. Februar 1878   |
| Cesáreo Guillermo                  | 1847–1885      | 12. April 1878 – 6. Oktober 1879       |
| Gregorio Luperón                   | 1839–1897      | 6. Oktober 1879 – 1. September 1880    |
| Fernando Arturo de Meriño          | 1833–1906      | 1. September 1880 – 1. September 1882  |
| Ulises Heureaux                    | 1845–1899      | 1. September 1882 – 1. September 1884  |
| Francesco Gregorio Billini         | 1838–1898      | 1. September 1884 – 16. Mai 1885       |
| Alejandro Woss y Gil               | 1856–1932      | 16. Mai 1885 – 6. Januar 1887          |
| Ulises Heureaux                    | s. o.          | 6. Januar 1887 – 27. Februar 1889      |
| Manuel María Gautier               | 1830–1897      | 27. Februar 1889 – 30. April 1889      |
| Ulises Heureaux                    | s. o.          | 30. April 1889 – 26. Juli 1899         |
| Juan Wanceslao Figuereo            | 1834–1910      | 1. August 1899 – 31. August 1899       |
| Horacio Vásquez                    | 1855–1936      | 1. September 1899 – 14. November 1899  |
| Juan Isidro Jiménez                | 1846–1919      | 19. November 1899 – 2. Mai 1902        |
| Horacio Vásquez                    | s. o.          | 2. Mai 1902 – 23. März 1903            |
| Alejandro Woss y Gil               | 1856–1932      | 27. April 1903 – 24. November 1903     |
| Carlos Felipe Morales              | 1867–1914      | 24. Oktober 1903 – 12. Januar 1906     |
| Ramón Cáceres                      | 1868–1911      | 12. Januar 1906 – 19. November 1911    |
| Eladio Victoria                    | 1864–1939      | 2. Dezember 1911 – 28. November 1912   |
| Erzbischof Adolfo Alejandro Nouel  | 1862–1937      | 1. Dezember 1912 – 1. März 1913        |
| José Bordas Valdez                 | 1874–1968      | 13. April 1913 – 27. August 1914       |
| Ramón Báez                         | 1858–1929      | 27. August 1914 – 5. Dezember 1914     |
| Juan Isidro Jiménez                | s. o.          | 5. Dezember 1914 – 7. Mai 1916         |
| Rat der Staatssekretäre            |                | 7. Mai 1916 – 31. Juli 1916            |
| Francisco Henríquez y Carvajal     | 1859–1935      | 31. Juli 1916 – 29. November 1916      |
| Harry Shepard Knapp, US-Gouverneur | 1856–1928      | 29. November 1916 – 18. November 1918  |
| Ben Hebard Fuller, US-Gouverneur   | 1870–1937      | 18. November 1918 – 25. Februar 1919   |
| Thomas Snowden, US-Gouverneur      | 1857–1930      | 25. Februar 1919 – 3. Juni 1921        |
| Samuel S. Robison, US-Gouverneur   | 1867–1952      | 3. Juni 1921 – 6. Oktober 1922         |
| Juan Bautista Vicini Burgos        | 1871–1935      | 6. Oktober 1922 – 12. Juli 1924        |
| Horacio Vásquez                    | s. o.          | 12. Juli 1924 – 18. Februar 1930       |
| Rafael Estrella Ureña              | 1889–1945      | 2. März 1930 – 16. August 1930         |
| Rafael Leónidas Trujillo Molina    | 1891–1961      | 18. August 1930 – 18. Juni 1938        |
| Jacinto Bienvenido Peynado         | 1878–1940      | 18. Juni 1938 – 7. März 1940           |
| Manuel de Jesús Troncoso           | 1878–1955      | 12. März 1940 – Mai 1942               |
| Rafael Leónidas Trujillo Molina    | s. o.          | Mai 1942 – 16. Mai 1952                |
| Héctor B. Trujillo                 | 1909–2002      | 16. Mai 1952 – 3. August 1960          |
| Joaquín Antonio Balaguer Ricardo   | 1906–2002      | 3. August 1960 – 31. Dezember 1961     |
| Rafael Filiberto Bonelly           | 1904–1978      | 1. Januar 1962 – 17. Januar 1962       |
| Humberto Bogaert                   | 1901–1962      | 17. Januar 1962 – 19. Januar 1962      |
| Rafael Filiberto Bonelly (2. Mal)  | s. o.          | 19. Januar 1962 – 27. Februar 1963     |
| Juan Bosch Gaviño                  | 1909–2001      | 27. Februar 1963 – 25. September 1963  |
| Emilio de los Santos               | 1903–1986      | 26. September 1963 – 22. Dezember 1963 |
| Donald Reid Cabral                 | 1923–2006      | 22. Dezember 1963 – 24. April 1965     |
| Revolutionskomitee                 |                | 25. April 1965                         |
| José Rafael Molina Ureña           | 1921–2000      | 25. April 1965 – 27. April 1965        |
| Elías Wessin y Wessin              | 1924–2009      | 28. April 1965 – 1. Mai 1965           |
| Pedro Bartolomé Benoit             | 1921–2012      | 1. Mai 1965 – 7. Mai 1965              |
| Antonio Imbert Barrera             | 1920–2016      | 7. Mai 1965 – 30. August 1965          |
| Francisco Alberto Caamaño          | 1932–1973      | 25. April 1965 – 3. September 1965     |
| Héctor García Godoy                | 1921–1970      | 3. September 1965 – 1. Juli 1966       |
| Joaquín Antonio Balaguer Ricardo   | s. o.          | 1. Juli 1966 – 16. August 1978         |
| Antonio Guzmán Fernández           | 1911–1982      | 16. August 1978 – 4. Juli 1982         |
| Jacobo Majluta Azar                | 1934–1996      | 4. Juli 1982 – 16. August 1982         |
| Salvador Jorge Blanco              | 1926–2010      | 16. August 1982 – 16. August 1986      |
| Joaquín Antonio Balaguer Ricardo   | s. o.          | 16. August 1986 – 16. August 1996      |
| Leonel Fernández                   | * 1953         | 16. August 1996 – 16. August 2000      |
| Hipólito Mejía                     | * 1941         | 16. August 2000 – 16. August 2004      |
| Leonel Fernández                   | s. o.          | 16. August 2004 – 16. August 2012      |
| Danilo Medina                      | * 1951         | 16. August 2012 – 16. August 2020      |
| Luis Abinader                      | *1967          | 16. August 2020 – amtierend            |

- Präsident der Junta Central Gubernativa Definitiva

Antigua und Barbuda |
Argentinien |
Bahamas |
Barbados |
Belize |
Bolivien |
Brasilien |
Chile |
Costa Rica |
Dominica |
Dominikanische Republik |
Ecuador |
El Salvador |
Grenada |
Guatemala |
Guyana |
Haiti |
Honduras |
Jamaika |
Kanada |
Kolumbien |
Kuba |
Mexiko |
Nicaragua |
Panama |
Paraguay |
Peru |
St. Kitts und Nevis |
St. Lucia |
St. Vincent und die Grenadinen |
Suriname |
Trinidad und Tobago |
Uruguay |
Venezuela |
Vereinigte Staaten
Staatsoberhäupter in:
Afrika |
Amerika |
Asien |
Australien und Ozeanien |
Europa
Antigua und Barbuda |
Argentinien |
Bahamas |
Barbados |
Belize |
Bolivien |
Brasilien |
Chile |
Costa Rica |
Dominica |
Dominikanische Republik |
Ecuador |
El Salvador |
Grenada |
Guatemala |
Guyana |
Haiti |
Honduras |
Jamaika |
Kanada (Prov./Terr.) |
Kolumbien |
Kuba |
Mexiko |
Nicaragua |
Panama |
Paraguay |
Peru |
St. Kitts und Nevis |
St. Lucia |
St. Vincent und die Grenadinen |
Suriname |
Trinidad und Tobago |
Uruguay |
Venezuela |
Vereinigte Staaten
Regierungschefs in:
Afrika |
Amerika |
Asien |
Australien und Ozeanien |
Europa